# 1800
| 1800               |
| ------------------ |
| Dødsfald - Fødsler |
| • Begivenheder     |

| Gregoriansk kalender | 1800 MDCCC              |
| Ab urbe condita      | 2553                    |
| Armensk kalender     | 1249 ԹՎ ՌՄԽԹ            |
| Kinesiske kalender   | 4496 – 4497 己未 – 庚申 |
| Etiopisk kalender    | 1792 – 1793             |
| Jødisk kalender      | 5560 – 5561             |
| Hindukalendere       |                         |
| - Vikram Samvat      | 1855 – 1856             |
| - Shaka Samvat       | 1722 – 1723             |
| - Kali Yuga          | 4901 – 4902             |
| Iransk kalender      | 1178 – 1179             |
| Islamisk kalender    | 1215 – 1216             |

Året 1800 startede på en onsdag. Perioden kaldt Den danske guldalder for kunst- og kulturliv, starter omkring dette år.
Konge i Danmark: Christian 7. 1766-1808
Se også 1800 (tal)

## Begivenheder

### Udateret
- Grundtvig bliver student fra Århus Katedralskole.
- Der oprettes en optisk telegraf mellem København og Slesvig, med 23 signalstationer over Sjælland, Fyn og Als

### Februar
- 7. februar - P.A. Heiberg drager i eksil i Paris efter en dom for majestætsfornærmelse

### Marts
- 20. marts – Alessandro Volta offentliggør en afhandling om voltasøjlen; en forløber for vore dages elektriske batteri
- 21. marts - Der indføres en lov i Danmark som gør strejker strafbare

### April
- 2. april - Ludwig van Beethoven dirigerer ved premieren af sin 1. symfoni i Wien.
- 2. april - ved Konstantinopeltraktaten mellem Det Osmanniske Rige og Det Russiske Kejserrige etableres den Den Septinsulære Republik, den første autonome græske stat siden Konstantinopels fald
- 24. april - Library of Congress grundlægges som forskningsbibliotek for den amerikanske kongres

### Maj
- 2. maj - den engelske kemiker William Nicholson anbringer ledninger, forbundet på polerne til et batteri i vand. Han observerer, at der dukker bobler op ved den positive pol (anoden). Hermed er elektrolysen opdaget

### Juni
- 14. juni - Napoleon slår østrigerne i slaget ved Marengo i det nordlige Italien, hvorefter han erobrer hele Italien

### September
- 5. september - franske besættelsestropper på Malta overgiver sig til englænderne

### November
- 7. november - H.C. Ørsted bliver adjunkt ved Københavns Universitet, men uden løn. 7. november 1850 har han 50-års jubilæum og får i dette år oprettet et naturvidenskabeligt fakultet ved universitetet

- 17. november – USA's kongres åbner i Washington efter flytning fra Philadelphia

### December
- 24. december - i Paris afsløres et mordkomplot mod Napoleon Bonaparte

## Født
- 7. januar – Millard Fillmore – USA's 13. præsident 1850-1853. Død 1874.
- 4. december – Emil Aarestrup i København – død 21. juli 1856 i Odense